# Prosopocera hessei
Prosopocera hessei är en skalbaggsart som beskrevs av Stefan von Breuning 1955. Prosopocera hessei ingår i släktet Prosopocera och familjen långhorningar.
Artens utbredningsområde är Zimbabwe. Inga underarter finns listade i Catalogue of Life.